# 45. pehotni polk (Italija)
45. pehotni polk Reggio/Sabaudia je bil pehotni polk (Kraljeve) Italijanske kopenske vojske.

## Zgodovina
Med prvo svetovno vojno je bil polk nastanjen na soški fronti, medtem ko je bil polk med drugo svetovno vojno (1940-43) nastanjen na Sardiniji.